# Silver Cliff (Wisconsin)
Silver Cliff – miasto w Stanach Zjednoczonych, w stanie Wisconsin, w hrabstwie Marinette.